# УОР-СШОР
«УОР-СШОР» — российский футбольный клуб из Йошкар-Олы, основанный в 1962 году. Участник первенств СССР и России среди команд мастеров в 1962—1998, 2000—2003 годах и в сезонах 2012/13—2014/15.

## Названия
- 1962—1963 — «Труд».
- 1964—1974 — «Спартак».
- 1975—1998 — «Дружба».
- 1999—2015 — «Спартак».
- 2016 — «Спартак Марий Эл».
- 2017 — «ЦСП Марий Эл».
- 2018 — УОР-СШОР.
- 2019 — «Дружба»[1][2].
- с 2020 — УОР-СШОР[3][4].

## Достижения
Первенство СССР
- Серебряный призёр зонального турнира класса «Б»/второй группы «А»: 1966, 1967, 1970 (2-е место в полуфинале IV РСФСР 1967)

Чемпионат РСФСР
- Серебряный призёр: 1970

Первенство России среди КФК/ЛФК
зональный турнир («Поволжье»/«Приволжье»)
- Победитель: 1999, 2011/12
- Серебряный призёр: 2010
- Бронзовый призёр: 2005

Другое
- Финалист Кубка автономных республик РСФСР (1970)

## История клуба
На базе команды Заводского района Йошкар-Олы в 1962 году была создана команда мастеров класса «Б», которая стала участвовать в первенствах страны. Участник 45 первенств СССР и России.
Лучшие результаты в финальных пульках: класс «Б» — 4-е место в финале первенства РСФСР (1967 год), класс «А» — 2-е место в финале первенства РСФСР (1970 год), третья лига — 10-е место в финале первенства России (1999 год). Кубок СССР — 1/16 финала (1970 год, уступили дорогу «Динамо» (Минск) — 0:1 и 0:0). Спартакиада народов РСФСР — чемпион Поволжья и 6-е место на 7-й летней Спартакиаде (1978 год).
Лучшие бомбардиры команды: за все годы выступлений в чемпионатах страны — Владимир Ястребов — 82 забитых мяча. Он же 6 раз становился лучшим бомбардиром команды: 1976 год — 16 голов, 1977 год — 17 голов, 1978 год — 15 голов, 1979 год — 11 голов, 1980 год — 11 голов и в 1982 году вместе с Александром Петренко Ястребов поделил первое место — по 8 голов. На втором месте в споре снайперов — Владимир Ненашкин — 79 голов и на третьем месте — Рустам Фахрутдинов — 74 гола. Из ныне действующих футболистов Александр Король занимает 5-е место с 48-ю голами.
Наибольшее количество матчей в чемпионатах страны за команду сыграли: Владимир Ненашкин (1972—1979 годы, 1981—1986 годы) и Александр Плотников (1977—1992 годы) — около 430 игр. В чемпионатах страны команда сыграла 1562 матчей: 556 выигрышей, 315 ничьих и 691 поражения. Разница забитых и пропущенных мячей: 1728—2063.
В разные годы команду тренировали: Н. Мочалов, Д. Смирнов, Ф. Новиков, Э. Данилов, В. Соколов, В. Калугин, В. Марушко, А. Афонин, А. Дерёмов, П. Гордеев, В. Потин, Г. Путевской, В. Володин, Р. Гадеев, В. Филимонов, В. Петров, И. Почуенков, В. Уткин, В. Звягин, В. Павленко, В. Богданов.
Команда представляла Марийский машиностроительный завод.
В 2009 году «Спартак» вновь вернулся в первенство России среди команд III дивизиона (последний перед этим сезон команда провела в 2006 году) и занял 5-е место в зоне «Приволжье». В сезоне 2010 года йошкар-олинская команда вошла в тройку призёров — заняла 2-е место и завоевала путёвку в финал первенства России. В сезоне 2011/12 «Спартак» стал обладателем Кубка и золотых медалей первенства зоны «Приволжья».
С сезона 2012/13 йошкар-олинские футболисты вернулись во Второй дивизион (зона «Урал-Поволжье»). По результатам сезона 2014/15 клуб выбыл в III дивизион (зону «Приволжье»). В сезоне-2016 занял 2-е место, в сезоне-2017 финишировал одиннадцатым, опередив лишь снявшуюсь по ходу турнира энгельскую «Искру».
В 2016 году к названию команды было добавлено наименование региона, в течение сезона клуб именовался «Спартак Марий Эл». В апреле 2017 года название было изменено на «Центр спортивной подготовки Марий Эл» («ЦСП Марий Эл»). В 2018 году команда носила название УОР-СШОР и принимала участие в Кубке МФС «Приволжье» сезона 2018 года. В сезоне 2019 под названием «Дружба» участвовала в первенстве и кубке МФС «Приволжье» (III дивизион). В 2020 году в кубке МФС «Приволжье» участвовала команда УОР-СШОР (команда училища олимпийского резерва и спортшколы по футболу и регби). В 2021 и 2022 годах — участие в Кубке, в 2023 году — в первенстве и кубке МФС «Приволжье».